# Famille Richard (Dauphiné-Lyonnais)
La famille Richard est une famille subsistante d'ancienne bourgeoisie française, originaire du Dauphiné.
L'un de ses membres s'établit dans la Loire, où il développe au XIXe siècle une industrie du lacet. Il a formé trois branches qui ont donné une nombreuse descendance patronymique, en grande partie établie dans la région lyonnaise.

## Origines
La famille Richard est originaire du Dauphiné dans le Viennois. Dès le XVIe siècle, ses membres occupent des fonctions de petite robe ainsi que dans le clergé. Puis s'installe en Forez dès la fin du XVIIe siècle, où certains possèdent des charges d'officiers du roi.[réf. nécessaire]

## Branches
Après la révolution industrielle, l'un des membres est à l'origine de trois branches, toutes trois subsistantes et établies dans la région lyonnaise :
- Richard-Vitton ;
- Richard ;
- Richard du Montellier.

## Généalogie
- Jehan Richard(né vers1580), notaire et greffier à Montseveroux (Isère).[réf. nécessaire]
  - Gabriel Richard (1613-1693), bourgeois de Bozancieux (Isère).[réf. nécessaire]
    - Estienne Richard (vers 1657-1717), maitre-chirurgien à Roussillon (Isère)[réf. nécessaire].
      - Louis Richard (1693-1785), marchand bourgeois à Annonay (Ardèche), puis à Bourg-Argental (Loire), commissaire aux saisies du bailliage local.
        - Jean-Louis Richard (1743-1812), aussi dit Richard de Bourg-Argental, puis Richard de Maisonneuve[a], est le dernier de douze enfants. Greffier au bailliage local, député du Tiers état aux États généraux de 1789 pour le bailliage du Forez, député de la Loire au Corps législatif (Premier Empire). Descendance[1].
          - Louise Marie Marguerite Richard (10 mars 1770).
          - Charles-François Richard (1772-1851), aussi dit Richard-Chambovet du nom de son épouse, est le second d'une fratrie de six enfants. Cet industriel de la mercerie fait de Saint-Chamond (Loire) la capitale mondiale du lacet. Lieutenant dans l'armée d'Italie, reçoit en 1814 la décoration du Lys, en 1831 est fait chevalier de l’ordre royal de la Légion d’honneur. Descendance[2].
            - Jean Louis Richard (1804-1874), en joignant le nom de son épouse au sien devient Richard-Vitton avec sa descendance. Négociant, il initie une promotion immobilière de Montchat (quartier de Lyon) et participe ainsi à son urbanisation. Il en reste notamment une dénomination particulière des voies[3]. descendance[4],[5].
              - Charles Pierre Richard (19 avril 1832)[6].
              - Henry Constantin Marie Richard (27 février 1834)[7].
              - Julien Émile Richard (6 mai 1838) (dit, après son mariage, Richard-Vacheron)[8].
              - Louis Richard (10 mars 1842).
              - Marie Charles Camille Richard-Vitton (9 août 1846).

            - Ennemond Richard, (1806-1873), industriel de la mercerie à Saint-Chamond, maire et érudit de l’histoire de Saint-Chamond[9].
              - Antoine Richard (1836-1903), second de huit enfants, épouse Angèle Cottin, petite-fille de Claude-Joseph Bonnet. Après la direction des usines de tresses et lacets de St-Chamond, il prend avec le cousin de son épouse Cyril Cottin la direction des Établissements C.J.Bonnet à Lyon[10].

            - François-Jules Richard (1815-1903). Après son mariage avec Aloysia Bethenod de Monbressieu, il hérita du château du Montellier dont son aieul, Antoine Greppo fut le dernier seigneur du Marquisat sous l'ancien régime. (Ain), et adopta le nom Richard du Montellier avec sa descendance.
            - Jeanne Françoise Marie Louise Richard (10 septembre 1820).

          - Louis-Jacques Richard (23 janvier 1774).
          - Louis-François Richard (7 août 1777).
          - Jean-Marie Richard (5 juin 1780).
          - Jean-Ennemond Richard (27 janvier 1786).

## Hommages
Plusieurs membres de cette famille ont donné leur nom à des rues et infrastructures publiques :
- boulevard Jean-Louis Richard à Bourg-Argental ;
- rue Richard-Chambovet à Saint-Chamond ;
- rue et le boulevard Ennemond Richard à Saint-Chamond ;
- école publique Ennemond Richard à Saint-Chamond ;
- rue Richard à Saint-Étienne[11] ;
- cours Richard-Vitton à Lyon ;
- parc Chambovet à Lyon ;

et de nombreuses rues du quartier de Montchat à Lyon comme la rue Charles Richard, la rue Louise…

## Alliances
Les principales alliances de la famille sont : de Biron, Bethenod, de Boisset de Torsiac, de la Teyssonniere, de Pascal de Kerenveyer, de Vitry d'avaucourt, de Valence de Minardière, de la Poix de Fréminville, de Rivoyre, Garnier des Garets d'Ars, de Belenet, Oldenhove de Guertechin, Nicol de La Belleissue, d'Adeler, de Broch d'Hotelans, Monroe, Servan, Seguin de Reyniès, Mégret de Devise, Sanson de Sansal, Meaudre, Arminjon, Rimoz de la Rochette, de la Bourdonnaye-Blossac, de Glos, Luquet de Saint-Germain, de Lestapis, Massis-Cuchet, d'Anglejan-Chatillon, de Duranti La Calade, Veyre de Soras, de Maigret, de La Brosse.